# Sektorowa Rama Kwalifikacji
Sektorowa rama kwalifikacji (SRK) (ang. sectoral qualifications framework, SQF) – Ustawa o Zintegrowanym Systemie Kwalifikacji (ZSK) definiuje sektorową ramę kwalifikacji jako: Opis poziomów kwalifikacji funkcjonujących w danym sektorze lub branży (art. 2 pkt 19 ustawy o ZSK).
Sektorowa rama kwalifikacji jest rodzajem ramy kwalifikacji, podobnie jak Polska Rama Kwalifikacji czy Europejskie Ramy Kwalifikacji.
Sektorowa rama kwalifikacji pozwala na skoncentrowanie się na kwalifikacjach charakterystycznych dla danej branży. Główną ideą przyjętą przy opracowaniu ram sektorowych jest ich tworzenie przez branżę dla branży. Oznacza to, że w proces powstawania ramy zaangażowane jest możliwie jak najszersze grono interesariuszy reprezentujących wszystkie aspekty działalności w danym sektorze – reprezentantów pracodawców działających w tym sektorze, izby i organizacje branżowe, przedstawicieli systemu kształcenia, zarówno formalnego (uczelni oraz szkół zawodowych), jak i pozaformalnego (firmy szkoleniowe itp.), przedstawicieli instytucji regulacyjnych. Tworzenie ramy inicjuje dyskusję o kwalifikacjach i standardach w danym sektorze, umożliwia wymianę informacji między reprezentantami tej gałęzi gospodarki i podejmowanie rozstrzygnięć w sprawach spornych. Interesariusze branżowi są zatem zarówno twórcami, jak i adresatami rozwiązań zawartych w ramie sektorowej.
Cele tworzenia SRK to:
- przeredagowanie przez branżę zapisów PRK w sposób, który jest czytelny dla jej przedstawicieli,
- uporządkowanie kwalifikacji ważnych dla danego sektora i określenie relacji między nimi,
- zwiększenie porównywalności kwalifikacji w ramach sektora w kraju i w Europie,
- czytelne ścieżki kariery zawodowej dla pracowników,
- podstawa do opisywania nowych kwalifikacji w sektorze,
- podstawa do projektowania programów kształcenia i szkolenia zgodnych z potrzebami rynku pracy.

Tak jak w przypadku innych ram, celem tworzenia SRK jest umożliwienie porównywania kwalifikacji, co w tym przypadku dotyczy kwalifikacji specyficznych dla danej dziedziny działalności gospodarczej.
Wyróżnia się trzy podstawowe typy sektorowych ram kwalifikacji: ponadnarodowe, odniesione bezpośrednio do ERK, krajowe, odniesione do danej krajowej ramy kwalifikacji (jak np. PRK) oraz samodzielne, nie odniesione do żadnej innej ramy kwalifikacji.
W Polsce do końca 2018 roku projekty sektorowych ram kwalifikacji opracowane zostały dla sektorów: turystyki, bankowości, sportu, IT, telekomunikacji, budownictwa, usług rozwojowych, przemysłu mody, handlu, zdrowia publicznego . Każda z nich została odniesiona do PRK, przyjęto w nich również analogiczny układ poziomów. Trwają prace nad opracowaniem ram w kolejnych sektorach, m.in. w rolnictwie oraz motoryzacji.